# Esmecke-Stausee
Der Esmecke-Stausee (auch Stauanlage Wenholthausen oder Einbergsee) ist ein Naherholungsgebiet im Naturpark Sauerland-Rothaargebirge nordwestlich von Wenholthausen, einem Ortsteil von Eslohe (Sauerland) im Hochsauerlandkreis in Nordrhein-Westfalen.
Der Betreiber der Anlage ist die Gemeinde Eslohe. Der 17 m hohe Staudamm, der den Esmeckebach aufstaut, wurde 1971 aus Felsschüttmaterial gebaut. Seit Mai 2006 wird die Rasthütte am Einbergsee wieder bewirtschaftet. 
Der kleine Stausee verfügt über eine Badebucht mit angeschlossener großflächiger Liegewiese. Das Gewässer erwärmt sich schnell und gleichmäßig, da ihm auch im Hochsommer kein Wasser entnommen wird. Eine DLRG-Station sorgt für die Sicherheit der Besucher. Angeln im See ist ebenfalls möglich. 

## Galerie

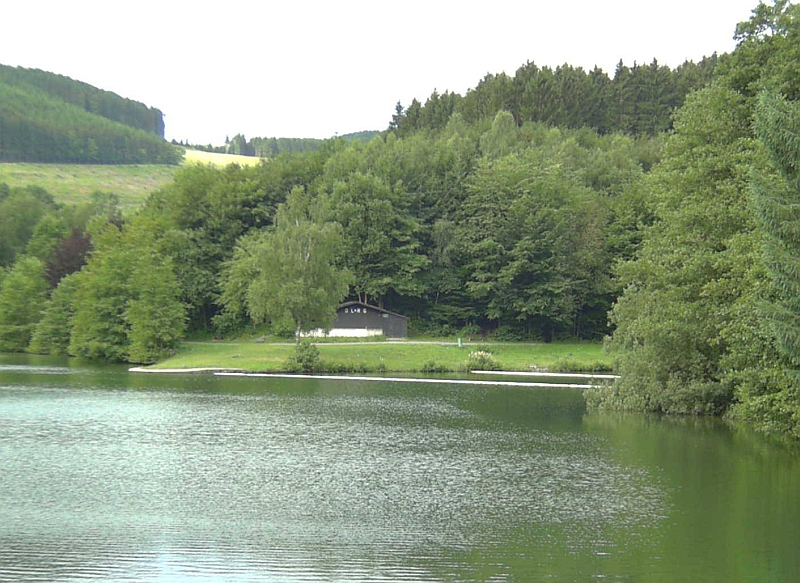
Das DLRG-Haus
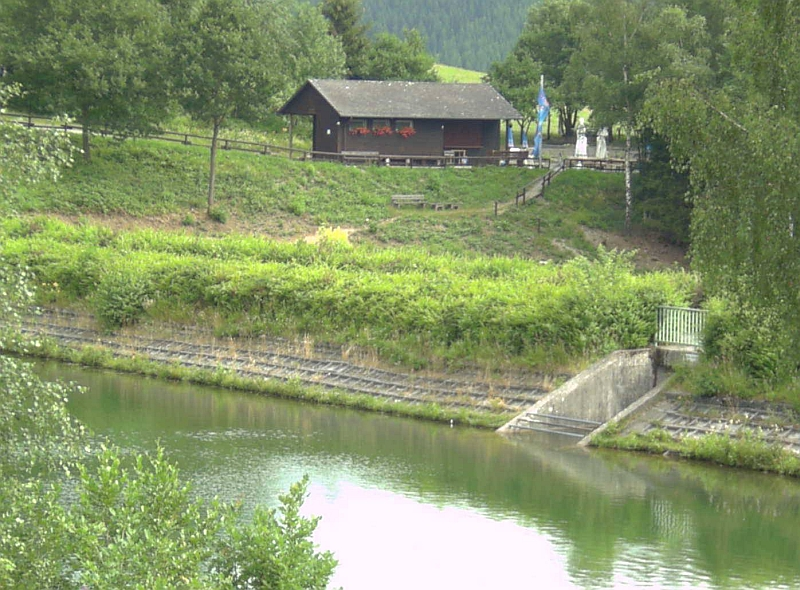
Blick auf den Staudamm
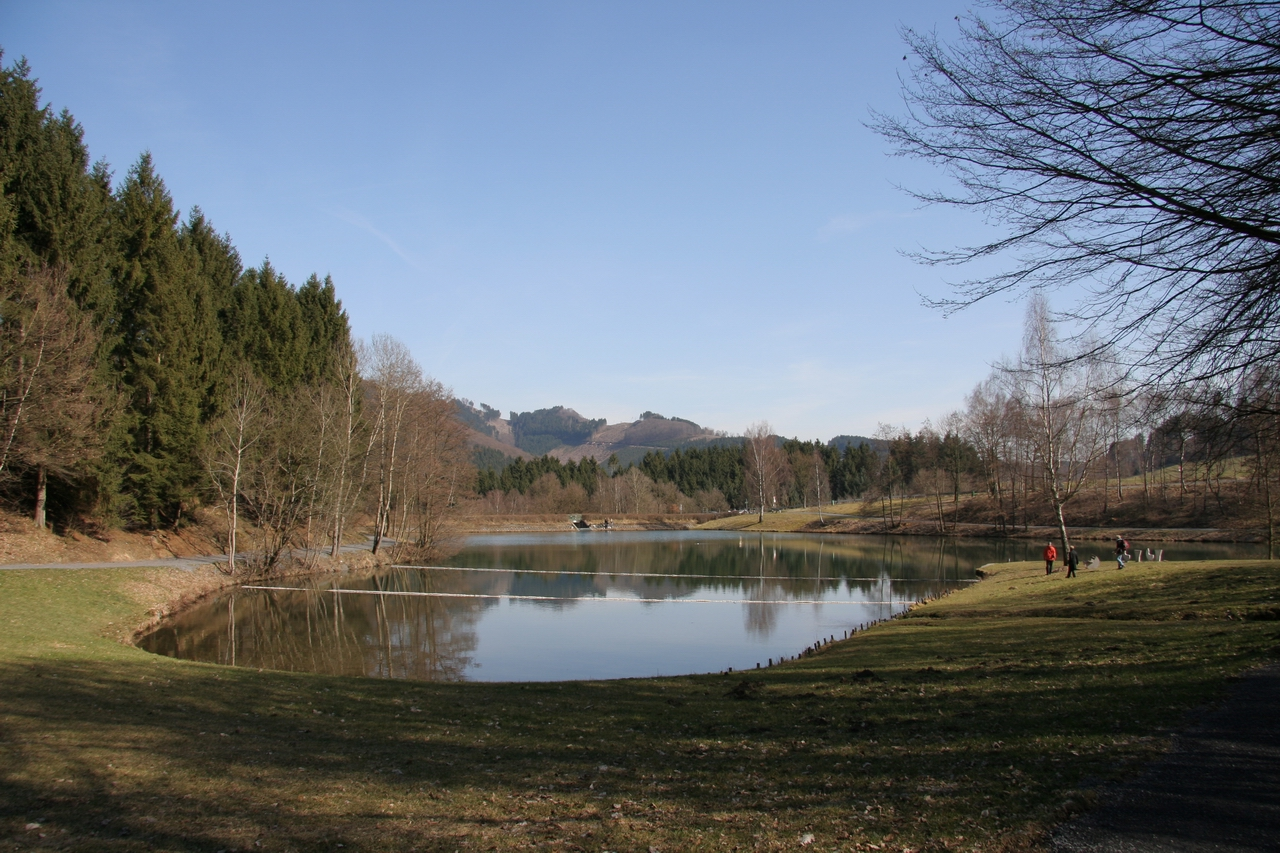
Blick über die Badebucht auf den Damm